# Omalogyra atomus
Omalogyra atomus är en snäckart som först beskrevs av Philippi 1841.  Omalogyra atomus ingår i släktet Omalogyra och familjen Omalogyridae. Arten är reproducerande i Sverige. Inga underarter finns listade i Catalogue of Life.